# Takeo Watanabe
Takeo Watanabe (渡辺 岳夫 Watanabe Takeo?,  Tokio, 16 de abril de 1933 - 2 de junio de 1989) fue un músico y compositor japonés. Conocido principalmente por sus trabajos para anime como por ejemplo Cutie Honey, Heidi, El perro de Flandes, El lobo solitario y su cachorro, Candy Candy, Remi, y Mobile Suit Gundam, aunque también trabajos para cine y televisión de acción real. Murió con 56 años en 1989. En 2008 Takeo Watanabe a título póstumo recibió un Premio al Mérito de la Tokyo International Anime Fair.

## Reseña biográfica

### Inicios
Nación el 16 de abril de 1933 en Tokio, creció en una familia de artistas, hijo del también músico y compositor Urato Watanabe, conocido por sus trabajos en música clasica y bandas sonoras de cine, hermana menor Hiroko Watanabe fue directora teatral. Takeo estudió economía en la Universidad de Musashi. Durante su período universitario, trabajó como asistente de su padre, tocó la batería en una banda de jazz y se involucró en el teatro estudiantil, con la ambición de convertirse en director de teatro
A la edad de 23 años viaja a Europa, donde se interesa por la música, fuentes indican que estudió en el conservatorio Schola Cantorum,  sin embargo en una entrevista de 2009, su hijo Hiromitsu Watanabe, indica que Takeo aprendió música de su padre Urato, que fue a Europa acompañando a su padre en una gira.
De vuelta de Europa, trabaja unos años para Radio Tokyo (actual TBS) , en el departamento de dirección, dejando este trabajo para dedicarse a la composión.

### Trabajo como compositor
Durante la década de 1960 trabajo musicalizando diversas series televisivas, en 1968 hizo su primera banda sonora para una serie de anime Kyojin no Hoshi, una serie sobre béisbol. A los que siguieron Attack No. 1 y Mahō no Mako-chan. Luego de esto vendrían los trabajos más famosos como lo son las bandas sonoras de los animes Cutie Honey, Heidi, Candy Candy, Remi y Mobile Suit Gundam. Gracias al impacto global de estas series animadas su trabajo fue conocido internacionalmente.

### Fallecimiento y legado posterior
Takeo Watanabe fallece el 2 de junio de 1989 a la edad de 56 años producto de un cáncer. Conocido por su influencia en el anime, el famoso compositor Joe Hisaishi, reconocido por sus trabajos para las películas de Studio Ghibli, fue su aprendiz y ha reconocido influencia en sus trabajos. Como reconocimiento póstumo en 2008 Takeo Watanabe a título póstumo recibió un Premio al Mérito de la Tokyo International Anime Fair.

## Discografía

### Bandas sonoras para Animes
- Kyojin no Hoshi (巨人の星 Kyojin no Hoshi?, 1968)
- Attack No. 1 (アタックNo.1 Atakku Nanbā Wan?, 1969)
- Maho no Mako-chan (魔法のマコちゃん Maho no Mako-chan?, 1970)
- Genius Bakabon (天才バカボン Tensai Bakabon?, 1971)
- Cutie Honey (キューティーハニー Kyūteī Hanī?, 1973)
- Heidi, Girl of the Alps (アルプスの少女ハイジ Arupusu no Shōjo Haiji?, 1974)
- Poco Meg, la niña bruja (魔女っ子メグちゃん Majokko Megu-chan?, 1974)
- El perro de Flandes (フランダースの犬 Furandāsu no Inu?, 1975)
- Candy Candy (キャンディ・キャンディ Kyandei Kyandei?, 1976)
- Rascal, el mapache (あらいぐまラスカル Araiguma Rasukaru?, 1977)
- Remi (家なき子 Ie Naki Ko?, 1977)
- Hombre acero Invencible Daitarn 3 (無敵鋼人ダイターン3 Muteki Kōjin Daitān 3?, 1978)
- Chica Mágica Tickle (魔女っ子チックル Majokko Chikkuru?, 1978)
- Perrine Monogatari (ペリーヌ物語 Perīne Monogatari?, 1978)
- Mobile Suit Gundam (機動戦士ガンダム Kidō Senshi Gandamu?, 1979)
- Littl' Bits (森の陽気な小人たち ベルフィーとリビット Mori no Yōki na Kobito-tachi: Berufi to Rirubitto?, 1980)
- Hello! Sandybell (ハロー！サンディベル Harō! Sandeiberu?, 1981)
- Mujercitas (若草の四姉妹 Wakakusa no Yon Shimai?, 1981)
- Georgie! (レディジョージィ Redi Jōjī?, 1983)

### Bandas sonoras para Dorama
- La Torre Blanca (白い巨塔 Shiroi Kyotō?, 1978)

### Bandas sonoras para Dorama históricos
- El lobo solitario y su cachorro (子連れ狼 Kozure Ōkami?, 1973)

### Bandas sonoras para Películas
- (ja) Hakuja komachi (1958) Actor
- Demonio Invisible (透明天狗 Tomei Tengu?, 1960)
- El Ninja: Un nuevo comienzo (1966)
- (ja) Nemuri Kyoshiro 9: Burai-Hikae masho no hada (1967)
- (ja) Waka oyabun o kese (1967)
- (ja) Waka oyabun senryū-hada (1967)
- Cuando la galleta se desmiga (1967)
- (ja) Bakuto retsuden (1968)
- La monja atrevida (1968)
- Lone Wolf Isazo (1968)
- Nemuri Kyoshiro 10: Onna jigoku (1968)
- Nemuri Kyoshiro 12: Akujo-gari (1969)
- Sacerdote y la Casa de Moneda de Oro (1968)
- Espadas Roto (1969)
- Nemuri Kyoshiro manji giri (1969)
- Jugador Rojo Peonía: Partido del Tarjetas Flores (1969)
- Hay que vigilar, Carmesí Murciélago! (1969)
- Carmesí Murciélago - Oichi: Se busca, muerto o vivo (1970)
- The Invisible Swordsman (1970)
- The Return of the Desperado (1970)
- (ja) Asobi (1971)
- Chivalrous Woman (1971)
- Duel of Swirling Flowers (1971)
- (ja) Kaihei yon-gō seito (1971)
- Fearless Avenger (1972)
- Trail of Blood (1972)
- The Cockroach (1973)
- Cockroach Cop (1973)
- Slaughter in the Snow (1973)
- (ja) Hiroshima jingi: Hitojichi dakkai sakusen (1976)
- Bandas sonoras The Shadowstar (1976)
- Shogun's Sadism (1976)
- (ja) Piranha-gundan: Daboshatsu no ten (1977)
- あばれはっちゃく (1979)
- (ja) Miira no hanayome: Kindaichi Kōsuke sirīzu: Arashi no yoru ni ubugoe ga kikoeru (1983)
- Serendipity Stories: Friends on Pure Island (1983)
- Fugitive Samurai (1984)
- (ja) Gokumon-iwa no kubi: Kindaichi Kōsuke shirîzu (1984)
- (ja) Mori no tonto tachi (1984)
- (ja) Kōsui shinjū: Yokomizo Seishi supesharu (1987)
- (ja) Fushichō: Kindaichi Kōsuke no kessaku suiri (1988)
- Bandas sonoras Lost in Translation (2003)

### Bandas sonoras para películas animadas
- 30000 millas de viaje submarino (1971)
- Candy Candy - La llamada de la primavera (キャンディ・キャンディ 春の呼び声 Kyandei Kyandei - Haru no Yobigoe?, 1978)
- Candy Candy - Vacaciones Verano de Candy (キャンディ・キャンディ キャンディの夏休み Kyandei Kyandei - Kyandei no Natsu Yasumi?, 1978)
- Mobile Suit Gundam I (1981)
- Mobile Suit Gundam II: Soldados del dolor (1981)
- Mobile Suit Gundam III: Encuentros en el espacio (1982)
- Bandas sonoras Película Candy Candy (キャンディ・キャンディ Kyandei Kyandei?, 1992)